# とある飛空士への追憶
『とある飛空士への追憶』（とあるひくうしへのついおく、英題：The Princess and the Pilot）は、犬村小六による日本のライトノベル。イラストは森沢晴行が担当している。ガガガ文庫（小学館）より、2008年2月19日に単発作品として刊行され、その後シリーズ化した。2019年9月時点で「飛空士」シリーズ全体の全世界累計発行部数は130万部を記録している。

## 概要
著者の別作品である『レヴィアタンの恋人』が継続するなか刊行された作品。身分違いの恋と一人の少女を守るための空戦が描かれており、著者によると『ローマの休日』と『天空の城ラピュタ』の切なさと爽やかさを意識しながら執筆された。
口コミを中心に評判が広まり、広範な読者層から大きな反響があった。『このライトノベルがすごい! 2009』の作品総合ランキングでは10位を獲得し、書泉ブックタワーのブック売り上げランキング（2007年10月15日 - 2008年10月12日）では1位を記録している。2009大学読書人大賞2位。
続刊の希望が多くの読者から上がったことから、この作品の世界を舞台にした新たな物語『とある飛空士への恋歌』が2009年2月から2011年1月まで刊行された。またラジオドラマ化もされ、平野綾による朗読で2009年5月7日から7月30日までニッポン放送『宇宙GメンEX』内「アニコボ」で放送された。さらに小川麻衣子の作画で漫画化され、小学館の『ゲッサン』に2009年の創刊号から2011年まで連載された。
2011年にアニメ映画化され（後述）、またこれに合わせて大幅な加筆・改訂を行った新装版が一般文芸として発売された。

## あらすじ
プロローグ
中央海と呼ばれる海を挟んで1万2000キロメートル隔たった西方大陸と東方大陸の2つの大陸のみが存在する世界で、西方大陸を支配する神聖レヴァーム皇国と東方大陸を支配する帝政天ツ上の両国は100年前の接触以来、激しい対立を続けていた。60年前の一度目の全面戦争に勝利したレヴァームは天ツ上領土の一部を割取し、レヴァーム自治区「サン・マルティリア」として植民地支配を行っている。そして、2度目の全面戦争「中央海戦争」が勃発。かつての敗戦を経て軍事力を増強してきた天ツ上に対し、慢心しきっていたレヴァームは劣勢に立たされていた。
両国の衝突の最前線となったサン・マルティリアを拠点とするデル・モラル空艇騎士団のエース狩乃シャルルは、天ツ上空艇兵団の単座戦闘機・真電とのドッグファイトの末に撃墜され、彼我の技術力の差を痛感する。
本編
サン・マルティリアは、中央海戦争の開戦によりレヴァーム本土との連絡を絶たれ孤立していた。制空権を握りつつある天ツ上は爆装した真電でサン・マルティリア統治者のデル・モラル屋敷を襲撃し、当主のディエゴ・デル・モラル公爵が死亡する。レヴァーム皇国皇子カルロ・レヴァームは、ディエゴの一人娘で婚約者であるファナ・デル・モラルを奪還するため、第八特務艦隊を編成し東方へ派遣する。だが艦隊がサン・マルティリアに現れることはなく、そのまま消息不明となる。
新たな救援も望めない絶望的な状況下、第八特務艦隊の失敗を秘匿しつつ、次期皇妃であるファナをカルロの元に届けるための極秘計画「海猫作戦」が立案される。それは、ファナを複座の水上偵察機サンタ・クルスの後部座席に乗せ、敵が制空権を握る中央海を単機で秘密裏に翔破するというもの。そのパイロットに選ばれたのは、混血故に傭兵の身に甘んじながらも、優れた空戦技量を持つ狩乃シャルルだった。
身分が低く被差別人種であるシャルルと、階級の頂点に位置するファナ。幼少期にデル・モラル屋敷で一度対面したただけの、本来ならば決して関わる事の無い2人が再び出会い、心を通わせていく。海猫作戦の情報が漏洩し、レヴァーム国内の厭戦気分に拍車を掛けるべく天ツ上が空母艦隊で待ち構える中央海で幾度とない空戦を切り抜けていく中、幼い頃から心を閉ざしていたファナは感情を取り戻すとともに、素朴なシャルルに惹かれてゆく。シャルルもファナを連れて逃げたい思いが頭をもたげながらも、任務遂行を目指す。
目的地サイオン島に向かう最後の飛行で、サンタ・クルスは真電の編隊に阻まれる。優速を活かした一撃離脱攻撃を連鎖的に仕掛けることでサンタ・クルスの撃墜を狙う真電編隊だが、シャルルはその攻撃を全て躱し続ける。編隊長の千々石はシャルルの技量に驚嘆し、編隊空戦では撃墜不可能と判断。シャルルに対してドッグファイトの一騎討ちを仕掛ける。
千々石に対して機体性能で圧倒的に劣り、操縦技量でも一枚上手を行かれたシャルルはついに撃墜寸前へ追い詰められる。だが、死を覚悟したシャルルが謝罪の意を込めて呟いた「ファナ」という言葉を、ファナは後方機銃の射撃合図と解釈して発砲する。これまで一度も発砲してこなかった後方機銃からの想定外の反撃に遅れを取った千々石は撃退され、サンタ・クルスはついにサイオン島沖に到着する。
シャルルを共に皇都へ連れて行くことをファナは望むが、迎えにきた将校ヘルマンはそれを許さず、侮辱の言葉とともに報酬の砂金の入った袋をシャルルへ投げ付け、ファナを出迎えの飛空戦艦エル・バステルへ連行する。残されたシャルルはサイオン島の航空基地へ機首を向けるが、ファナに別れの挨拶をするためにエル・バステルの元へ舞い戻る。シャルルはアクロバット飛行をしながら報酬の砂金を全て撒き散らし、艦上のファナへと別れを告げる。
エピローグ
中央海戦争を休戦に導き、「西海の聖母」と呼ばれる皇妃ファナ・レヴァームのサン・マルティリア脱出劇は長く秘匿され続けた。中央海戦争に従軍した兵士たちの孫世代が社会の中枢を担い、ステルス性能を持つジェット戦闘機が空を制する時代、一人のノンフィクション作家が海猫作戦に関する機密文書を発見する。5年の歳月をかけた調査の後に、彼は海猫作戦の全容を記す1冊のノンフィクション小説を出版する。その題名は「とある飛空士への追憶」という 。

## 登場人物
声の項は劇場アニメ版のキャスト。
狩乃 シャルル（かりの シャルル）
声 -  神木隆之介 / 吉永拓斗（少年時代）
本作の主人公。デル・モラル空艇騎士団一等飛空士。21歳。サン・マルティリア最高の飛空士と認められる操縦技量を持ち、身分の関係ない自由な空を飛ぶことを好む。武装した飛空機に乗る道を自ら選び、多くの撃墜スコアを誇り、また自らが撃墜されることに凄まじい屈辱を感じる軍人であるが、敵を撃ち殺したくはなく、「空を飛ぶのが好きなだけ」だとも言う。
天ツ人の母とレヴァーム人の父を持つ混血児（ベスタド）であり、リオ・デ・エステの貧民窟アマドラ地区出身で住所を持たない流民階級に属する。父は炭坑仕事による肺病で亡くなり、母はデル・モラル家でファナのお世話係として働いていた。しかし、床でファナに天ツ上の歴史物語を聞かせていたことがファナの父親（ディエゴ）に知られ、母は召使を解雇される。その後は酒場で働くものの程なく酔漢により刺殺、その後9歳で孤児となり浮浪者生活に追いやられた。
10歳のとき飢えと寒さでいよいよ死にそうになっていたところをアルディスタ正教会の神父に救われる。以降、神父に養育され、やがて教会仕事を通じて飛空士たちと関わるうちに見よう見まねで飛空機の操縦を覚え飛空士となる。幼い日の夏にデル・モラル家で一度だけ会ったファナに励まされた思い出を、辛いときに引き出してきた。
釣れたカツオをその場でさばいて帝政天ツ上の料理「刺身」に仕上げる腕はプロ級である。
続編の「とある飛空士への恋歌」には、名前が明かされていないがシャルルと思われるパイロットが登場している。「海猫」のエンブレムを持つ戦闘機アイレスVを駆り、主人公の危機を何度も救っている。4巻までは空戦シーンで戦闘機に乗った状態のみで登場し、5巻で海猫本人が登場する。
また、本作のスピンオフである「とある飛空士への夜想曲」では偽名を与えられた状態で登場し、海軍の空母航空隊長として千々石との再戦を果たしている。海猫作戦後の彼の動向については「夜想曲」を参照。

ファナ・デル・モラル
声 - 竹富聖花 / 諸星すみれ（少女時代）
本作のヒロイン。サン・マルティリアの統治者ディエゴ・デル・モラルの一人娘である18歳の少女。その容姿は「光芒五里に及ぶ」と評されるほどに美しい。1年前にレヴァーム皇子カルロ・レヴァームと婚約し、次期レヴァーム皇妃となる。
お転婆だった幼い頃、毎晩天ツ人の召使い（シャルルの母親）に聞かされる天ツ上の歴史物語を楽しみにしていたがその召使いが父の言いつけに背いたため解雇されたことを知る。以来、世界を玻璃の向こうの遠い存在のように感じ感情が剥落するが、海猫作戦の最中、シャルルとの触れ合いを通して次第に感情を取り戻していく。物語中盤まではロングヘアだったが、負傷したシャルルの休息のため立ち寄ったシエラ・カディス群島で過去の自分との決別の意を込めて自らショートヘアへ断髪している。
物語の結末では、皇妃となり「ファナ・レヴァーム」と姓を変えた後の彼女が、帝政天ツ上との戦争を休戦に導いたと言及されている。新装版では更に、カルロに代わって宮廷の実権を握る執政長官となり汚職官僚の罷免、悪習の撤廃、経済の活性化、治安改善、階級制度の廃止をおこない国民から絶大な支持を受けたこと、さらに天ツ上中世史の博士号を取得したこと、天ツ上の帝との対話を実現したことなどが記されている。
続編である「とある飛空士への恋歌」にも「ファナ・レヴァーム」の名で、4巻までは名前のみ登場。5巻で恋歌の登場人物と対面する場面が存在する。
原作及びコミック版と、劇場版では外見が大きく変更されている。
カルロ・レヴァーム
声 - 小野大輔
レヴァーム人の特質である情熱的行動を体現するレヴァーム皇国皇子で世間知らずな柔弱者。宮廷晩餐会で会ったファナに一目惚れし1年前に婚約して以来、軍事用無線電信を使って押しつけがましい恋文をファナに送り続ける。デル・モラル屋敷が真電に襲撃されたことを知り、婚儀の名目でファナを保護するための新たな艦隊を編成し、「第八特務艦隊」と名付け東方へ派遣する。その公私の別をわきまえない短慮さと愚行はデル・モラル空艇騎士団員のみならずレヴァーム空軍正規兵からも嘲りを買う。
海猫作戦の直前にはファナに対して「偵察機の後席に5日間も閉じ込められる君が心配だ」という内容の電信を送信した為に、かねてから彼の暗号無線を解析していた天ツ上諜報部に極秘である海猫作戦の詳細を漏洩させてしまう。
新装版では、後に皇王となるが、理想主義の現実を無視した政治をおこない、国を滅ぼしかけ重臣から見限られ実権を剥奪された。 後世の歴史の教科書では「悪人ではなく、高い理想を抱いていたが、あまりに無能だった」と評されている。
千々石 武夫（ちぢわ たけお）
声 - 富澤たけし
天ツ上海軍空艇兵団の飛空中尉。スピンオフ作品の「とある飛空士への夜想曲」の主人公であり、下の名前も「夜想曲」で明かされた。その生い立ちや人物像、海猫作戦の後の動向については「夜想曲」を参照。空色のマフラーを首に巻き、搭乗する真電の機首にビーグル犬のイラストが描かれている。海猫作戦の2週間前、シャルルの搭乗するアイレスIIを撃墜する。
海猫作戦終盤においても、サンタ・クルスの前に立ちふさがり一対一の決戦を行うものの、ファナの射撃によって機体の左翼を大きく損傷したことで戦闘継続が不可能になった。戦闘後に敬礼を送ってきたシャルルに対し敬礼を返したのちに母艦へと帰還した。
コミック版では、剣道の有段者という描写が追加されている。
ディエゴ・デル・モラル
声 - てらそままさき
デル・モラル家当主。ファナの父。ファナを「将来は貴族へ嫁ぐ身」として厳格に育て上げた。
帝政天ツ上の真電によるデル･モラル家襲撃により死亡する。
ドミンゴ・ガルシア
声 - 仲野裕
レヴァーム空軍東方派遣大隊長官。階級は大佐。
シャルルに海猫作戦の命令を下した人物。自分よりも社会階級が下のものを見下しており、やむを得ないとは言え階級頂点のファナが、階級最下層のシャルルの助けを借りなければならないことを嘆かわしく思っている。
アントニオ（ガガガ文庫版）/ ラモン・タスク（新装版）
声 - 星野充昭
中肉中背の温厚そうな外見をした中佐。文庫版と新装版及び以降のシリーズ作品とで名前が異なる。ドミンゴと共にシャルルへ海猫作戦の内容と命令を伝えた。海猫作戦の立案を行った人物であり、海猫作戦終了後も情報の撹乱や隠蔽工作を行っている。そのため、シャルルのその後の動向は一切不明になっている。
市民階級出身であり、神聖レヴァーム皇国の階級制度を内心では無意味かつ有害ですらあると感じている。そのため、ベスタドであるが故に敏腕にも関わらずレヴァーム正規軍に入隊できないシャルルを哀れんでいる。「とある飛空士への夜想曲」にもバルドー機動艦隊旗艦、空母グラン・イデアルに乗務する将校として登場している。
マルコス・ゲレロ
声 - 長克巳
第八特務艦隊旗艦 エル・バステル艦長。
シャルルから手柄を取り上げるレヴァーム皇家や海猫作戦を内心苦々しく思っている壮年将校。ファナがシャルルとの最後の別れの挨拶をするために甲板に出ることを許可するなど、理解のある寛容な人物。
シリーズ第2作の「とある飛空士への恋歌」にも、｢神聖レヴァーム皇国聖泉方面探索艦隊司令官 旗艦エル・バステル艦長｣として登場している。
ヨアキン
声 - 浪川大輔
デル・モラル空艇騎士団所属の飛空士。シャルルの親友。髪は金髪。純血のレヴァーム人だが、混血であるシャルルに対して差別意識は抱いていない。海猫作戦に伴い、サンタ･クルスから天ツ上軍の目をそらすための陽動攻撃に参加した。その後の描写はなく、消息は不明。
狩乃 チセ （かりの チセ）
声 - 新妻聖子
シャルルの母。天ツ人。劇場版で名前が明かされた。
かつてはデル･モラル屋敷で召使として働いていた。寂しさから眠れない幼少期のファナに、寝室で毎晩天ツ上の歴史物語(新装版ではおとぎ話、劇場版では子守唄)を聞かせていた。そのことがディエゴ・デル･モラルに耳に入り、召使を解雇される。その後は酒場で働いていたが、酔漢に刺されて死亡する。
波佐見 真一（はさみ しんいち）
真電編隊長。ガガガ文庫版では名前が設定されていなかった人物で、新装版に「とある飛空士への夜想曲」から名前が逆輸入される形となっている。劇場版には登場しない。
サンタ･クルスが大瀑布を航過した直後に大編隊での追尾を行った人物。終戦後も永く生きながらえ、終章に登場したノンフィクション作家に空戦の様子を語り、その内容は後に出版されたノンフィクション小説「とある飛空士への追憶」に記される。劇場版ではこのノンフィクション小説が登場しないため、真電編隊長としてのみならず、歴史の生き証人としても劇場版には登場しない。
この人物については「とある飛空士への夜想曲」を参照。

## 登場兵器
サンタ・クルス
レヴァーム空軍の最新鋭複座式水上偵察機。作中に登場した機体は中央海翔破のため、上面が群青色、下面が銀灰色の洋上迷彩が施されている。海水から抽出される水素と空気中の酸素を燃料とする水素電池によって発生した電力を動力源とする。原動機は空冷式。操縦席と背中合わせ後ろ向きに据えられた後部座席は実質7.7ミリ(新装版では13ミリ)旋回機銃1挺のための銃座であり、この防御用機銃が唯一の武装でもある。操縦系がアイレスⅡと共通しているため、同機からの機種転換に時間はかからないという。
レヴァームの他の多くの軍用飛空機と同様、着水用フロートを備えるが、最高速度620km/hという高速性能を得るためにフロートは格納式となっている。また、フロートの他に尾輪式の車輪を備えているため、陸上と水上のどちらでも運用可能な水陸両用機である。着水時に 水から水素を抽出・補給することが可能なため、航続距離は事実上無制限である。一度の水素補給による航続距離は3100km。
原作、コミック版、劇場版でそれぞれ外見や構造が大きく異なる。
原作では3翅プロペラ、胴体下部に格納式の双フロートを備え、フロートと機体尾部で浮力を得る。
コミック版では4翅二重反転プロペラとなり、機体下部と翼端にフロートを密着させる単フロート式である。機体形状はウェストランド ワイバーン、収納式フロートはブラックバーン B-20およびブラックバーン B-44がモデルとなっている。
劇場版は4翅プロペラ、H字尾翼となり、双フロートと尾部フロートを胴体内部に収納する。双フロートは前後方向への伸縮機構を備えている。
サンタ・クルス エアレーサー
劇場版公開後にハセガワより発売された、サンタ・クルスの1/72スケールプラモデルのバリエーションの1つ。劇場版で設定のみが作られた機体で、原作と劇場版のどちらの本編中にも登場しない。中央海戦争終結10年を記念して、ファナ・レヴァームの希望によりサンタ・クルスのワンメイクレースとして開催された「ファナ・レヴァーム杯・エアレース」に参加した機体。1機ごとにカラーリングが異なり、後方機銃は撤去されている。レヴァームから出場した機体と天ツ上から出場した機体から1種類ずつの計2種類が発売された。レヴァーム版はカラーリングが2種類からの選択式となっている。
アイレスⅡ
真電とほぼ同時期に開発された単座戦闘機。登場当初はレヴァーム空軍の誇る最新鋭機と謳われたが、直後に登場した真電には全ての性能において凌駕され、一気に陳腐化した。3翅のプロペラを装備している。プロローグでシャルルはこの機体で真電とのドッグファイトに挑んだ末に撃墜されている。
真電
20ミリ機銃と7.7ミリ機銃(ガガガ文庫版、及び劇場版での設定。新装版、及び「夜想曲」では30ミリ機銃と13ミリ機銃に変更されている)を備える天ツ上海軍空艇兵団の最新鋭単座艦上戦闘機。あらゆるスペックにおいてレヴァーム空軍最新鋭単座戦闘機アイレスⅡを圧倒する。逆ガル翼・先尾型・推進式配置のプロペラを特徴とする戦闘機。
飛行中はデッドウェイトとなるフロート機構を廃しており、それにより大幅な運動性能の向上を実現している。代償として海面に着水しての水素補給が不可能なため、航続距離に制限がある。
「恋歌」では後継機として「真電改」が登場し、以降シリーズで継続して活躍する。
全体的な特徴はガガガ文庫版、新装版、コミック版、劇場版、「夜想曲」で全て共通しているが、プロペラや主翼形状、細部の機体形状、細かな設定がそれぞれ異なる。
プロペラについて、ガガガ文庫版、新装版では特に記述はないが、劇場版では4翅二重反転プロペラ、コミック版では翅数不明の二重反転プロペラとなっている。また、「夜想曲」では6翅の単プロペラとなっている。
機体形状や名称は旧日本海軍の局地戦闘機震電がモデル(特にコミック版では機体形状が震電に酷似している)だが、「火力や運動性能に優れ、敵から恐れられる艦上戦闘機」という設定は零式艦上戦闘機がモデルとなっている。
エル・バステル
神聖レヴァーム皇国海軍の飛空戦艦。本来のエル・バステルは第八特務艦隊に徴用されたため、既に艦隊ごと消息を絶っている。そのため、作中に登場するのは「エル・バステル」の名を冠せられた同型艦である。海猫作戦の最終段階で、狩乃シャルル(コードネーム:海猫)からファナを引継ぎ、皇都エスメラルダまで護送する。シリーズ第二作の「とある飛空士への恋歌」にも「聖泉方面探索艦隊旗艦」として登場した。
燦雲(さんうん)型高速駆逐艦
8隻が登場した帝政天ツ上海軍の最新鋭飛空駆逐艦。全面に鉄鋼装甲が施されているが、高速駆逐艦という名に違わず「図体の割には速度が速い」とシャルルに評されている。コミック版では主翼を備えた巨大な航空機状の艦船として描かれている。
重巡
重巡空艦。帝政天ツ上海軍の飛空艦艇。
空母
帝政天ツ上の飛空艦艇。千々石たちの母艦であり、正式な艦種名は「飛空母艦」。真電やその他の戦闘機、攻撃機を80機ほど搭載できる。海猫作戦妨害のために天ツ上が保有する7隻のうちの1隻が徴用されている。「夜想曲」での描写から、艦名は「雲鶴(うんかく)」であることが判明している。
空雷
天ツ上海軍の飛空艦艇が使用する、対空ミサイルに類似する誘導式対空兵器。水素電池で駆動する尾部プロペラによって推進される。追尾方式は、ガガガ文庫版では「水素電池スタックの排熱を探知」、新装版では「DCモーターの磁石が発する磁気を探知」となっている。

## 地名
神聖レヴァーム皇国
西方大陸を支配するレヴァーム人による建国700年の大国。「産業革命」を経ており「近代国家」と文中記されている。民主主義体制ではなく、その国家体制は王権神授説が未だ健在の絶対王政。皇都エスメラルダのレヴァーム皇家を頂点とした皇民2億1000万人が階層化されている。
60年前に帝政天ツ上と戦い大勝を挙げたが、現在の天ツ上との戦争では敵を過小評価し苦戦する。
軍用機の国籍マークは「盾に剣」。
通貨単位はスペインの旧通貨のペセタであるほか、スペイン由来の地名も多いが、航空機関連の用語には英語に由来する単語が用いられている。
帝政天ツ上
東方大陸を支配する天ツ人による大国。建国3000年の歴史を持つ。漢字仮名混じり文の言語を用い、日本のそれと酷似した人名、「サムライ」「刺身」といった文化がある日本的な国である。歴史や風土については「とある飛空士への夜想曲」を参照。
日本の九州地方に由来する地名や人名が多い。劇場版パンフレットの地図には、「ジュクシン」、「ヤシブ」などといった、日本の地名の前後を入れ替えた地名が複数描かれている。
軍用機の国籍マークは黒地に黄色で「月桂冠に右三つ巴」だが、劇場版では黒地に赤で「三日月に右三つ巴」となっている。
サン・マルティリア
天ツ上領内にあるレヴァーム自治区。リオ・デ・エステを拠点とし、デル・モラル家が実質的に管掌する。作中時間60年前の戦争に勝利したレヴァームが天ツ上から割取し、占領統治を行っている。天ツ上では「常日野」と呼ばれていた。55年前にレヴァーム人の入植が始まり、50年前から皇都・エスメラルダとの大陸間貿易で発展してきた。入植以来天ツ上に対する軍事的・政治的圧力の拠点として機能してきたものの、中央海戦争では大瀑布の制空権を天ツ上側に掌握されたことから完全に孤立し、制空権を巡ってレヴァーム空軍東方派遣師団と天ツ上空艇兵団が激しく争っている。しかし、完全な孤立状態な上に主力戦闘機の性能でも真電に決定的に劣り、更に国境線には天ツ上陸軍四個連隊も集結しており制空権掌握と同時に侵攻が始まると予想されているため、既に失陥は決定的なものとなっている。陥落寸前のサン・マルティリアではレヴァーム資本の企業もほぼ全面撤退の状態の為、領内は大量の失業者で溢れている。
中央海
1万2000キロメートル隔たった西方大陸と東方大陸の間にある海。大瀑布により東西に隔てられ高い方が西海、低い方が東海である。
大瀑布
中央海の東西を隔てる高低差1300メートルの滝。大瀑布付近には天ツ上の哨戒網が張り巡らされている。
両端がどうなっているのかは一切不明であるが、「世界の構造」を解き明かす探索の旅を描いたシリーズ第二作「とある飛空士への恋歌」でその謎が明かされた。
シエラ・カディス群島
西海にある無人の島嶼群。花畑や穏やかな入り江など風光明媚な光景が広がる。作中では海猫作戦の中継地点に設定され、空戦で負傷したシャルルが休息のため3泊4日の滞在をしている。
 サイオン島
レヴァーム本土に近い位置にある離島。レヴァーム海軍の飛行場が設置されている。作中ではサイオン島沖合が海猫作戦におけるサンタ・クルスの目的地と設定され、ここからレヴァーム本土までは飛空戦艦エル・バステルでファナを護送するとされた。

## 用語
中央海戦争
中央海を主戦場として物語開始時点から約半年前に開戦した二国間戦争。天ツ上が優勢であり、サン･マルティリア陥落も現実味を帯びてきたために第八特務艦隊及び海猫作戦の実現に至った。開戦に至った背景や、戦況の推移、終戦に至るまでの経緯はとある飛空士への夜想曲を参照。
第八特務艦隊
カルロ・レヴァームが、レヴァーム皇家が保有する7つの艦隊から飛空戦艦1、重巡空艦3、駆逐艦7を徴用して編成した｢花嫁奪還｣のための艦隊。
天ツ上の哨戒網を潜り抜け10日でサン･マルティリアに到達、ファナと貴族高官を乗艦させ再び10日で帰還するとされていたが、出発したまま消息不明になった。シャルルを含めた騎士団員達は、大瀑布周辺で天ツ上に捕捉され雷撃機などによる反復攻撃を受けて全滅したと予想している。
海猫作戦
第八特務艦隊によるファナ・デル・モラルの救出が失敗したことを隠しつつファナをレヴァーム皇家に迎えるために立案された作戦。
シャルル（コードネーム：海猫）の操縦する複座式水上偵察機サンタ・クルス後席にファナを乗せ、単機で中央海の敵哨戒網を突破、レヴァーム本国付近のサイオン島沖で｢第八特務艦隊旗艦 エル・バステル｣に偽装された同型の艦艇にファナを引渡し、そのまま｢艦隊唯一の生き残り｣として凱旋する計画。口止め料として、砂金による破格の報酬が海猫には与えられる。
ベスタド
天ツ人とレヴァーム人の混血児のこと。双方が敵対していることもあり、天ツ人・レヴァーム人の両方から迫害されている。
デル・モラル空艇騎士団
ディエゴ・デル・モラルの私設軍隊。実態は傭兵の寄せ集めであり、平時は商船の護衛を務める。開戦後はレヴァーム空軍の下部組織に編入され、作戦時には囮として利用され、レヴァーム正規兵から見下されている。粗野な連中の集まりであるが、互いの出自は気にせず、シャルルも一員として受け入れられている。
聖アルディスタ
アルディスタという聖人の名前ではなく、神格名。本作では「アルディスタ正教会」という一教会、一教団の名でしか登場しなかったが、『とある飛空士への恋歌』で作品世界の創造神（であると信じられている）のことであることが明かされた。
『恋歌』第3巻によると、遥かな古代に天翔ける船に乗り、訪れた島、大陸に自らの血肉と言語、子孫へ語り継ぐべき教えの種子、「聖アルディスタの種子」をばら撒いたと伝えられる。その種子より生まれた人々は同じ知識・言語・道徳により育つため、身体特徴・技術発展・文化・言語体系などが酷似しているという。
水素電池
産業革命を経たあと、「第2の産業革命」と呼ばれたほどの発明であり、「錬金術師」が発明したという。エネルギーを消費することなく海水を酸素と水素に分解できる触媒を内蔵し、蓄電・発電の双方が可能である。このため、フロート装備の水上機であれば事実上ほぼ無制限の航続力を得ることが出来る。レヴァームと天ツ上の両国に於いてあらゆる飛行機械の動力源として用いられ、主役機である「サンタ・クルス」もこれを動力源としている。ただ、水素電池が発生させた電気で稼働する発動機はモーターではなく「エンジン」である。第1作の国々と第2作以降の国々は互いに存在すら知らないのだが、水素電池をはじめ、「飛空機」「飛空戦艦」「揚力装置」といった用語、メカニズムも同じものが用いられている。
オーバーブースト
燃料の水素ガスを空気中の酸素と急速に反応させることで大電力を発生させ、一時的な高速飛行を可能にする操作。作中ではシャルルが何度か使用している。
劇場版ではスロットルレバーを最大まで押し込むことで作動し、作動中はモーター回転数が上昇するほか、排気管から青白い排気炎と白煙を噴出するという描写がなされている。
揚力装置
飛空戦艦等の空飛ぶ船が飛行に使用する装置。水素電池によって駆動するが、それ以上の詳細な原理や構造は作中では語られていない。主翼で揚力を獲得する飛空機には装備されておらず、飛空艦艇に特有の装備品である。
イスマエル・ターン
上方への斜め宙返りの頂点で半ロールを打ち、揚力・推力・重力が釣り合う一点を利用し行うと表現される特殊な空戦機動。「空間に真空を現出させる」「無重力状態のような不思議な機動」とも表現されている。
1回の旋回で自機を追尾する敵機の背後を取れるが、高Gがかかるためパイロットや機体に高い負担を強いる。操作を誤るとブラックアウト、失神、失速、機体の空中分解に繋がる危険な技。エースパイロットでもこの機動を行える者は極めて少なく、作中ではシャルルと千々石の2人しか使えない。天ツ上では「左捻り込み」の名で知られる。「とある飛空士への誓約」ではカルステン・ターンという名で登場。
坂井三郎が用いたとされる空戦機動の「左捻り込み」をモチーフとした架空の機動である。本来の左捻り込みはプロペラの後流やカウンタートルク、及びジャイロモーメントを利用しているため、推進式の機体や二重反転プロペラ機には不可能であるが、イスマエル・ターンにはそのような制約は存在しない。
とある飛空士への追憶
本作のタイトルにもなっているノンフィクション小説(作中作)。劇場版には登場しない。中央海戦争の終戦から数十年後、海猫作戦に関する機密文書を発見したノンフィクション作家が5年の調査の後に出版し、レヴァーム・天ツ上の両国でベストセラーとなった。
5年間の調査の中で、当時まだ存命であった波佐見真一へのインタビューが行われ、空戦シーンの描写に活かされている。ファナとシャルルの会話や、休息のために立ち寄ったシエラ・カディス群島での様子など、本来はファナとシャルル以外知りえない場面については、ガガガ文庫版ではノンフィクション作家自身による想像とされている。一方、新装版ではファナの使用人として働いていた人物へのインタビューが行われ、かつてファナが使用人に語っていたという思い出話をもとにそれらの場面が執筆されたことになっている。
あとがきではアントニオ中佐(新装版ではラモン・タスク中佐)の隠蔽工作によって、海猫作戦後の狩乃シャルルの動向が全く辿れなかったことが記されている。

## 既刊一覧

### 小説
- 犬村小六（著）/ 森沢晴行（イラスト） 『とある飛空士への追憶』 小学館〈ガガガ文庫〉、2008年2月24日初版第1刷発行（2月19日発売[21]）、ISBN 978-4-09-451052-2
  - 「新装版」2011年8月14日発売、ISBN 978-4-09-386309-4
  - ガガガ文庫と81プロデュースとの協業制作で2019年4月12日にオーディオブック化された[22]。朗読は長谷徳人（語り、狩乃シャルル 他）、南早紀。

### 漫画
- 犬村小六（原作） / 森沢晴行（キャラクター原案） / 小川麻衣子（作画）『とある飛空士への追憶』 小学館〈少年サンデーコミックス〉、全4巻
  1. 2010年1月12日発売[23]、ISBN 978-4-09-122089-9
  2. 2010年6月11日発売[24]、ISBN 978-4-09-122360-9
  3. 2010年12月10日発売[25]、ISBN 978-4-09-122618-1
  4. 2011年9月12日発売[26]、ISBN 978-4-09-123138-3
    - 第4巻の後半には、「特別読切」として小川麻衣子作による「8月の面影」「ひとかどのまちかど」の2篇（『ゲッサン』2011年7月号・9月号掲載）が収録されている（本編とは無関係）。

## 劇場アニメ
2011年4月に制作が発表され、同年10月1日より全国ロードショー公開された。主演キャストは俳優の神木隆之介、本作以前に声優経験のないグラビアアイドルの竹富聖花と芸人サンドウィッチマンの富澤たけし。
キャラクターデザインは原作挿絵や漫画版とは大きく異なる。また、世界観や背景の説明、心理描写や戦闘シーンなどの削除や設定の変更・削除が多く見られる。エピローグがほぼ削除されているため、タイトルが指すノンフィクション小説や、波佐見真一に関する描写もない。原作を読まずに製作を進めた上層スタッフが複数存在しており、さらに監督がストーリーの整合性を把握していなかったことが、DVD/BDのオーディオコメンタリーから判明している。

### スタッフ
- 原作 - 犬村小六（小学館・ガガガ文庫刊）[30]
- 監督・絵コンテ - 宍戸淳[30]
- 脚本 - 奥寺佐渡子[30]
- キャラクターデザイン - 松原秀典[30]
- メカニックデザイン・メカ・エフェクト作画監督 - 山田勝哉
- 総作画監督 - 田崎聡[30]
- 作画監督 - 櫻井邦彦、金錦樹、香月邦夫、渡邊和夫、今村大樹、高炅楠
- 演出 - 中川聡
- 美術 - 橋本和幸[31]
- VFXスーパーバイザー - 加藤道哉
- 音楽 - 浜口史郎
- 音響監督 - 清水洋史
- 撮影 - 棚田耕平[31]
- CG監督 - 設楽友久[31]、籔田修平
- 色彩設計 - 小針裕子[31]
- 編集 - 木村佳史子[31]
- プロデューサー - 高橋亮平、宮本秀晃
- アニメーション制作 - マッドハウス[30]
- 制作 - トムス・エンタテインメント
- 製作 - 「とある飛空士への追憶」製作委員会[30]（トムス・エンタテインメント、小学館、バンダイビジュアル、サミー、ムービック、テレビ東京メディアネット、キッズステーション、東京テアトル）
- 配給 - 東京テアトル

### 主題歌
「時の翼」
作詞 - 池田綾子 / 作曲・編曲 - 井内啓二 / 歌 - 新妻聖子